# Associazione Calcio Riunite Messina 1979-1980
Questa pagina raccoglie i dati riguardanti l'Associazione Calcio Riunite Messina nelle competizioni ufficiali della stagione 1979-1980.

## Rosa
| N. |                   | Ruolo | Calciatore           |
| -- | ----------------- | ----- | -------------------- |
|    | Italia (bandiera) | A     | Santo Alberto Aversa |
|    | Italia (bandiera) | C     | Riccardo Bertini     |
|    | Italia (bandiera) | P     | Claudio Bressan      |
|    | Italia (bandiera) | A     | Giuseppe Cau         |
|    | Italia (bandiera) | C     | Nello Cianci         |
|    | Italia (bandiera) | C     | Vincenzo Cinquegrana |
|    | Italia (bandiera) | P     | Giuseppe Doveri      |
|    | Italia (bandiera) | C     | Gianni Facchinello   |
|    | Italia (bandiera) | D     | Mauro Ferrari        |
|    | Italia (bandiera) | D     | Ermes Fragonas       |
|    | Italia (bandiera) | D     | Walter Giobbio       |
|    | Italia (bandiera) | P     | Franco Gregorutti    |
|    | Italia (bandiera) | A     | Antonio Ingemi       |
|    | Italia (bandiera) | C     | Corrado Jovenitti    |

| N. |                   | Ruolo | Calciatore          |
| -- | ----------------- | ----- | ------------------- |
|    | Italia (bandiera) | A     | Francesco La Rosa   |
|    | Italia (bandiera) | D     | Agostino Maglio     |
|    | Italia (bandiera) | D     | Cosimo Milone       |
|    | Italia (bandiera) | P     | Francesco Nicolosi  |
|    | Italia (bandiera) | D     | Guido Onor          |
|    | Italia (bandiera) | A     | Nunziato Pensabene  |
|    | Italia (bandiera) | C     | Alessandro Renzetti |
|    | Italia (bandiera) | D     | Vincenzo Ronzulli   |
|    | Italia (bandiera) | C     | Giorgio Rotili      |
|    | Italia (bandiera) | C     | Stefano Salvatori   |
|    | Italia (bandiera) | A     | Paolo Santarelli    |
|    | Italia (bandiera) | C     | Marco Veronesi      |
|    | Italia (bandiera) | A     | Giovanni Zagati     |
|    | Italia (bandiera) | C     | Stefano Zarattoni   |

## Risultati

### Campionato

#### Girone di andata
| 30 settembre 1979 1ª giornata | Squinzano | 1 – 0 | Messina |  |

| 7 ottobre 1979 2ª giornata | Messina | 3 – 1 | Potenza |  |

| 14 ottobre 1979 3ª giornata | Ragusa | 2 – 2 | Messina |  |

| 21 ottobre 1979 4ª giornata | Messina | 0 – 1 | Nuova Igea |  |

| 28 ottobre 1979 5ª giornata | Juventus Stabia | 2 – 0 | Messina |  |

| 4 novembre 1979 6ª giornata | Messina | 2 – 2 | Alcamo |  |

| 11 novembre 1979 7ª giornata | Monopoli | 1 – 0 | Messina |  |

| 18 novembre 1979 8ª giornata | Paganese | 2 – 1 | Messina |  |

| 25 novembre 1979 9ª giornata | Messina | 1 – 1 | Brindisi |  |

| 2 dicembre 1979 10ª giornata | Marsala | 1 – 0 | Messina |  |

| 9 dicembre 1979 11ª giornata | Messina | 2 – 0 | Terranova Gela |  |

| 16 dicembre 1979 12ª giornata | Sorrento | 2 – 1 | Messina |  |

| 30 dicembre 1979 13ª giornata | Messina | 1 – 0 | Cosenza |  |

| 6 gennaio 1980 14ª giornata | Savoia | 3 – 0 | Messina |  |

| 13 gennaio 1980 15ª giornata | Messina | 2 – 0 | Vittoria |  |

| 20 gennaio 1980 16ª giornata | Barletta | 1 – 0 | Messina |  |

| 27 gennaio 1980 17ª giornata | Messina | 1 – 0 | Vigor Lamezia |  |

#### Girone di ritorno
| 3 febbraio 1980 18ª giornata | Messina | 1 – 0 | Squinzano |  |

| 10 febbraio 1980 19ª giornata | Potenza | 0 – 0 | Messina |  |

| 17 febbraio 1980 20ª giornata | Messina | 2 – 0 | Ragusa |  |

| 24 febbraio 1980 21ª giornata | Nuova Igea | 1 – 0 | Messina |  |

| 2 marzo 1980 22ª giornata | Messina | 2 – 1 | Juventus Stabia |  |

| 9 marzo 1980 23ª giornata | Alcamo | 1 – 0 | Messina |  |

| 16 marzo 1980 24ª giornata | Messina | 1 – 1 | Monopoli |  |

| 23 marzo 1980 25ª giornata | Messina | 0 – 1 | Paganese |  |

| 30 marzo 1980 26ª giornata | Brindisi | 1 – 0 | Messina |  |

| 13 aprile 1980 27ª giornata | Messina | 1 – 0 | Marsala |  |

| 20 aprile 1980 28ª giornata | Terranova Gela | 0 – 0 | Messina |  |

| 27 aprile 1980 29ª giornata | Messina | 0 – 0 | Sorrento |  |

| 11 maggio 1980 30ª giornata | Cosenza | 1 – 0 | Messina |  |

| 18 maggio 1980 31ª giornata | Messina | 4 – 0 | Savoia |  |

| 25 maggio 1980 32ª giornata | Vittoria | 3 – 1 | Messina |  |

| 1º giugno 1980 33ª giornata | Messina | 2 – 1 | Barletta |  |

| 8 giugno 1980 34ª giornata | Vigor Lamezia | 0 – 2 | Messina |  |